# Alonso García de Ramón

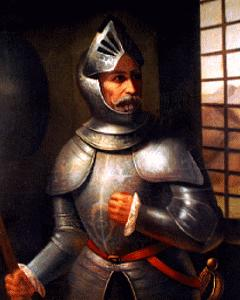
Alonso García de Ramón

Alonso García de Ramón (* 1552 in Cuenca, Kastilien, Spanien; † 5. August 1610 (nach anderen Angaben: 25. August) in Concepción, Chile) war ein spanischer Offizier, der zweimal (1600/1601 und 1605 bis 1610) als Gouverneur von Chile amtierte.

## Leben

### Karriere in Europa
García stammt aus Kastilien und trat im Alter von 16 Jahren in die spanische Armee ein. Er diente in verschiedenen Teilen des spanischen Königreiches (bei der Niederschlagung des Maurenaufstands in Andalusien, in Italien, Sizilien und Flandern). Auch an der Seeschlacht von Lepanto nahm er teil und diente der spanischen Krone 1574 auch in Nordafrika und erneut in Flandern.

### Karriere in Amerika
Mit Gouverneur Alonso de Sotomayor y Valmediano ging er 1583 nach Chile. García bekleidete das Amt des Maestre de Campo, also des militärischen Stellvertreters des Gouverneurs. Im Arauco-Krieg befehligte er einen Teil der spanischen Truppen im Kampf gegen die aufständischen Mapuche. Dabei verlor er 1587 durch einen Pfeil, der ihn traf, ein Auge.
Im März 1596 wurde er zum Corregidor der Silberminenstadt Potosí berufen und später zum Maestre de Campo in Peru befördert.

### Erste Amtszeit als Interims-Gouverneur
Als Francisco de Quiñones Gouverneur war, befand sich die spanische Kolonie in Chile in höchster Bedrängnis, da die revoltierenden Mapuche-Indianer die spärlichen und schlecht ausgerüsteten spanischen Kolonialtruppen mehr und mehr in die Defensive drängten. García hatte den Ruf eines erfahrenen und kompromisslosen Haudegens und genoss das Vertrauen des Vizekönigs von Peru, Luis de Velasco. So wurde er berufen, den Kampf als Gouverneur und Oberbefehlshaber zu übernehmen. Er erreichte Valparaíso am 29. Juli 1610 und war am folgenden Tag schon in Santiago de Chile.
Vor Ort stellte sich die Lage noch prekärer heraus, als sie sich in Lima dargestellt hatte. Rund sechshundert Mann waren gefallen, das war weit über die Hälfte der gesamten Truppenstärke und – auch gemessen an der geringen Zahl an Kolonisten – ein beachtlicher Verlust für die Spanier. Die befestigten Siedlungen Angol und La Imperial hatten aufgegeben werden müssen. Über die Lage in den Vorposten Osorno, Villarrica und auf Chiloé gab es keine Nachrichten.
García schickte sich sofort an, einen Feldzug gegen die Indianer zu starten. Mitten in den Vorbereitungen traf im September 1600 die Nachricht ein, dass König Philipp III. einen neuen regulären Gouverneur für Chile aus Spanien entsandt hatte. Alonso de Ribera de Pareja war in Amerika gänzlich unbekannt und stieß beim Staat des Vizekönigs, aber auch in Offizierskreisen in Chile von Anfang an auf Skepsis und Widerstand. Trotz der Aussicht auf baldige Abberufung machte sich García im November 1600 mit rund vierhundert Mann auf den Feldzug nach Süden, um die schlecht befestigten Städte Concepción und Chillán vor den Indianern zu schützen. In mehreren Scharmützeln fochten die Spanier gegen die Mapuche.

### Bruch mit Gouverneur Ribera
Indes war Alonso de Ribera in Concepción angelangt; García traf seinen Nachfolger am 10. Februar 1601 in Hualqui. Zwei Tage später legte García dem neuen Gouverneur einen detaillierten Schlachtplan für den Kampf gegen die Indianer vor. Er sah vor, die spanischen Truppen in drei Teile zu trennen. Einer sollte entlang der Küste das Fort von Arauco entsetzen, das unter indianischer Belagerung stand. Der zweite war für einen Feldzug ins Zentraltal (Valle Central) vorgesehen und sollte dort den bedrängten Städten Villarrica und Osorno zur Hilfe eilen und anschließend eine neue Befestigung in La Imperial errichten. Dem dritten Heeresteil hatte er eine zügige Neubesetzung der Siedlungen von Angol und Santa Cruz zugedacht sowie die Neuerrichtung einer Befestigung am Ufer des Flusses Laja. García schlug Ribera vor, dass er den gewagtesten Teilbefehl, nämlich die Neubesetzung von La Imperial, selbst übernehmen würde.
Ribera war durch diese Initiative wohl überrumpelt; zudem zögerte er, die geringen spanischen Truppen aufzuteilen und so Gefahr zu laufen, die wenigen Kräfte komplett aufreiben zu lassen. Als drei Tage vergangen waren, ohne dass sich Ribera zu einer Entscheidung durchringen konnte, schrieb ihm García eine Notiz, in der er in deutlichen Worten klarmachte, dass Ribera entweder die Befehle im Sinne des vorgelegten Schlachtplanes geben sollte oder ihn, García, von seinen Pflichten entbinden möge. Hierauf reagierte Ribera sofort und berief García von seinem Befehl ab, würdigte seinen Einsatz mit höflichen Worten, aber schickte ihn zur weiteren Verwendung an den Vizekönig von Peru. Der berief ihn zum Corregidor von Quito.

### Zweite Amtszeit als Gouverneur
Als König Philipp 1604 im Lichte der nach wie vor ungünstigen militärischen Lage (und angesichts zahlreicher Vorwürfe gegen seine Person und Amtsführung) Alonso de Ribera seines Amtes enthob, ernannte er an seiner statt Alonso de Sotomayor zum Gouverneur; doch der lehnte ab. So berief der Vizekönig den erprobten Kämpen García erneut zum Oberbefehlshaber in Chile. Dieser ließ Frau und Kinder in Lima zurück und machte sich Ende Januar 1605 auf die Reise. Er erreichte Concepción am 19. März und übernahm den Oberbefehl am 9. April 1605.
Der Arauco-Krieg zog sich auch während Garcías zweiter Amtszeit hin. Friedensverhandlungen unter Federführung des Jesuitenpaters Luis de Valdivia führten zu Hoffnungen und Abkommen, die sich aber bald wieder zerschlugen; die Spanier zerrieben sich in Feldzügen gegen die Guerilla-Taktik der Mapuche, denen die Beschaffenheit des Landes und die Ortskenntnis entgegenkamen. Zudem hatten die Spanier nicht mehr die Alleinstellung der Kavallerie, seit auch die Indianer über Pferde verfügten.
Auch eine massive Aufstockung der spanischen Kräfte um tausend Mann, die frisch aus Peru gekommen waren, konnten am ungünstigen Kriegsverlauf für die Spanier nichts ändern. 1609 wurde unter Garcías Gouvernat die neue Real Audiencia von Chile eingerichtet.
Im (Südhalbkugel-)Herbst des Jahres 1610 zog sich García mit seinen Truppen nach den Feldzügen des Sommers nach Concepción zurück; dort erkrankte er schwer und starb im August 1610. Als interimistischer Nachfolger übernahm der Oidor der frisch errichteten Audiencia, Luis Merlo de la Fuente, den Befehl.